# John Garstang

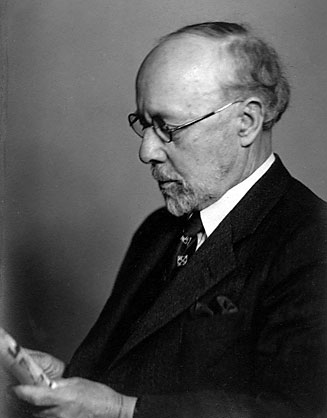
John Garstang (1956)

John Garstang (* 5. Mai 1876 in Blackburn, Grafschaft Lancashire; † 12. September 1956) war ein britischer Vorderasiatischer Archäologe.

## Leben und Leistungen
Garstang studierte zuerst Mathematik am Jesus College in Oxford. Schon früh interessierte er sich für die Altertumsforschung und wechselte zu den Studienfächern Latein und Griechisch. Er beschäftigte sich auch intensiv mit altorientalischen Sprachen und der Archäologie.
In den Jahren 1899 und 1900 nahm er an einer Expedition nach Abydos in Ägypten teil, die von W. Flinders Petrie geleitet wurde. Von ihm lernte er auch das fachgerechte Auswerten der Fundstücke.
1902 wurde Garstang an die Universität Liverpool berufen, sein Tätigkeitsfeld war die ägyptische Archäologie. 1907 begann er dort seine Lehrtätigkeit als Professor für Archäologie. In dieser Zeit machte er auch zwei Forschungsreisen nach Anatolien.
1907 bis 1911 begann er eigene Ausgrabungen in Saktschegözu und Aleppo und konnte dabei große Mengen bemalter Keramik bergen und auswerten. In den Jahren 1910 bis 1914 fanden unter seiner Leitung Grabungen in Meroe im Sudan statt.
Von 1919 bis 1926 leitete er die British School of Archaeology in Palästina. Während dieser Zeit erweiterte er die Sammlung des Palestine Archaeological Museum in Jerusalem um zahlreiche Artefakte. Er führte weitere Ausgrabungen in Tell es-Sultan (Jericho) und Mersin (Kilikien) durch.
Garstang wurde in der Nachkriegszeit Leiter des British Institute of Archaeology in Ankara.
Die Ausgrabungsmethoden von Garstang und seine sehr selektive Publikationsweise waren für seine Zeit normal, reichen aber nicht an die Genauigkeit anderer zeitgenössischer Kollegen heran, wofür er heutzutage kritisiert wird.
Er war der Bruder des Zoologen Walter Garstang.

## Veröffentlichungen (Auswahl)
- The Foundations of Bible History. Joshua and Judges. Constable, London 1931.
- The Hittite Empire. Being a Survey of the History, Geography and Monuments of Hittite Asia Minor and Syria. Constable, London 1929, (Digitalisat).
- Mitarbeit an: Leo A. Mayer (Hrsg.): Index of Hittite Names. Section A: Geographical. Teil 1 (= British School of Archaeology in Jerusalem. Supplementary Papers. Band 1, ZDB-ID 433302-0). With Notes by John Garstang. British School of Archaeology in Jerusalem, London 1923.
- The Land of the Hittites. An Account of recent Explorations and Discoveries in Asia Minor, with Descriptions of the Hittite Monuments. Constable, London 1910, (Digitalisat).
- Mahâsna and Bêt Khallâf (= Egyptian Research Account. Band 7, 1901, ZDB-ID 423805-9). With a Chapter by Kurt Sethe. Quaritch, London 1903.